# The Kelly Family
The Kelly Family là một nhóm nhạc, gồm những thành viên của đại gia đình Kelly, với phong cách âm nhạc dân ca, pop và rock. Các bài hát thường được viết bằng tiếng Anh, nhưng cũng có khi bằng tiếng Đức, tiếng Pháp và tiếng Tây Ban Nha. Những chị em trong gia đình này lần đầu xuất hiện từ năm 1974 dưới tên Kelly Kids, cho đến năm 1978 thì họ dùng tên The Kelly Family và đi trình diễn khắp Hoa Kỳ và Châu Âu như là nghệ sĩ đường phố với những buổi hòa nhạc miễn phí ở nơi công cộng và các khu vực dành cho người đi bộ. Who’ll Come with Me (bài hát của David) năm 1980 đã đưa nhóm đạt được vị trí số 1 trên bảng xếp hạng lần đầu tiên tại Bỉ và Hà Lan. Họ đã đạt được bước đột phá với album Over the Hump phát hành năm 1994, mà chỉ riêng tại Đức đã bán được khoảng 2.5 triệu bản và được chứng nhận đĩa bạch kim bốn lần. Với đĩa đơn An Angel, một sáng tác của Paddy Kelly, đưa 9 thành viên của The Kelly Family lên bảng xếp hạng của Đức suốt 1 năm trời. Đặc điểm đáng chú ý của đại gia đình này là phong cách sống giống hippie, đặc trưng bởi sự di chuyển và thay đổi nơi cư ngụ thường xuyên. Vì vậy, cả gia đình thường sống trong một chiếc Volkswagen Type 2, hay trong một chiếc xe buýt hai tầng, trên nhà thuyền hoặc tại lâu đài Gymnich.
Đến năm 2006, The Kelly Family đã đạt được 48 đĩa vàng và bạch kim. Ngoài ra, họ cũng nhận được nhiều giải thưởng công nghiệp âm nhạc và truyền thông của Đức, bao gồm giải Bambi (1995), giải Goldene Europa (1995 và 1997), giải Echo (1996) và giải Goldene Kamera (1998). Nhóm nhạc đã bán được khoảng 20 triệu bản thu âm, 2 triệu video và DVD, và đã rất thành công ở khắp châu Âu, Brasil, Nam Phi và Trung Quốc.

## Thành viên
| Tên                         | Năm sinh             | Nơi sinh                          | Ghi chú |
| --------------------------- | -------------------- | --------------------------------- | --- |
| Daniel Jerome ("Dan")       | 11 tháng 10 năm 1930 | Erie, Pennsylvania, Hoa Kỳ        | Cha và trưởng nhóm của gia đình Kelly. Mất ngày 5 tháng 8 năm 2002, Köln, Đức |
| Barbara Ann                 | 2 tháng 6 năm 1946   |                                   | "Mẹ" của gia đình Kelly. Mất ngày 10 tháng 11 năm 1982, Belascoain, Tây Ban Nha |
| Caroline                    | 1962                 | Hoa Kỳ                            | Trình diễn cùng Kelly Kids; y tá tại Hoa Kỳ, đã kết hôn, không có con |
| Kathleen Ann ("Kathy")      | 6 tháng 3 năm 1963   | Leominster, Massachusetts, Hoa Kỳ | Lưu diễn cùng Kelly Family, hòa nhạc cá nhân. Ly dị, có một con trai là Sean |
| Paul                        | 16 tháng 3 năm 1964  | Leominster, Massachusetts, Hoa Kỳ | Thành viên của Kelly Kids, tham gia vào Kelly Family. Kết hôn với Mary, có 6 trai Clemont, Coco (Sean), Patrick, Yannick, Daniel, Micheal và 1 gái Brenda. |
| John Michael ("Johnny")     | 8 tháng 3 năm 1967   | Talavera de la Reina, Tây Ban Nha | Kết hôn với Maite (nhũ danh Itoiz, s. 27 tháng 1 năm 1975), không con |
| Maria Patricia ("Patricia") | 25 tháng 11 năm 1969 | Gamonal, Tây Ban Nha              | Kết hôn với Denis Sawinkin (s. 19 tháng 1 năm 1973), 2 trai Alexander Joseph và Ignatius Aaron Maria |
| James Victor ("Jimmy")      | 18 tháng 2 năm 1971  | Gamonal, Tây Ban Nha              | Kết hôn với Maike (nhũ danh Höchst, s. 3 tháng 11 năm 1980), 2 gái Aimee Benedicta Maria và Máire Therese Seraphine |
| Joseph Maria ("Joey")       | 20 tháng 12 năm 1972 | Toledo, Tây Ban Nha               | Kết hôn với Tanja (nhũ danh Niethen, s. 25 tháng 1 năm 1973), 2 trai và 1 gái; Luke Christopher, Leon Daniel và Lilian Ann |
| Barbara Ann ("Barby")       | 28 tháng 4 năm 1975  | Belascoain, Tây Ban Nha           | Rời nhóm năm 2002 do bị bệnh |
| Michael Patrick ("Paddy")   | 5 tháng 12 năm 1977  | Dublin, Ireland                   | Rời nhóm vào đầu năm 2004, to study theology. He joined the Saint-John community where he was a monk, and took the name John Paul Mary. He recently quit the monastery and by late 2011 had returned to music-making. On ngày 13 tháng 4 năm 2013 Paddy married Joelle Vereet at Ballintubber Abbey in Ireland. |
| Maite Star                  | 4 tháng 12 năm 1979  | Tây Berlin                        | Kết hôn với Florent Raimond (s. 5 tháng 1 năm 1975), có 2 gái Agnes Therese Barbara và Josephine Katherine Francoise |
| Angelo Kelly                | 23 tháng 12 năm 1981 | Pamplona, Tây Ban Nha             | Kết hôn với Kira (nhũ danh Harms, s. 7 tháng 10 năm 1979), có 2 trai và 2 gái: Gabriel Jerome, Helen Josephine, Emma Maria và Joseph Ewan Gregory Walter |

## Danh sách đĩa

### Album phòng thu
| Năm  | Tên                                                     | Vị trí trên bảng xếp hạng | Vị trí trên bảng xếp hạng | Vị trí trên bảng xếp hạng | Vị trí trên bảng xếp hạng | Chú thích                                                     |
| Năm  | Tên                                                     | DE                        | AT                        | CH                        | UK                        | Chú thích                                                     |
| ---- | ------------------------------------------------------- | ------------------------- | ------------------------- | ------------------------- | ------------------------- | ------------------------------------------------------------- |
| 1979 | The Kelly Family                                        | —                         | —                         | —                         | —                         | Phát hành lần đầu: 1979                                       |
| 1979 | Lieder der Welt Phiên bản tiếng Anh: Songs of the World | —                         | —                         | —                         | —                         | Phát hành lần đầu: 1979 Doanh số: + 285.000                   |
| 1979 | Festliche Stunden bei der Kelly Family                  | —                         | —                         | —                         | —                         | Phát hành lần đầu: 1979 Doanh số: + 250.000                   |
| 1979 | Who'll Come With Me                                     | —                         | —                         | —                         | —                         | Phát hành lần đầu: 1979                                       |
| 1980 | Wanderlieder                                            | —                         | —                         | —                         | —                         | Phát hành lần đầu: 1980                                       |
| 1980 | Ein Vogel kann im Käfig nicht fliegen                   | —                         | —                         | —                         | —                         | Phát hành lần đầu: 1980                                       |
| 1980 | Stargala                                                | —                         | —                         | —                         | —                         | Phát hành lần đầu: 1980                                       |
| 1980 | Kelly Family Loves Christmas and You                    | —                         | —                         | —                         | —                         | Phát hành lần đầu: 1980                                       |
| 1980 | Christmas All Year                                      | —                         | —                         | —                         | —                         | Phát hành lần đầu: 1980                                       |
| 1980 | Guten Abend, gut' Nacht                                 | —                         | —                         | —                         | —                         | Phát hành lần đầu: 1980                                       |
| 1981 | Liederreise                                             | —                         | —                         | —                         | —                         | Phát hành lần đầu: 1981                                       |
| 1981 | Wonderful World                                         | —                         | —                         | —                         | —                         | Phát hành lần đầu: 1981                                       |
| 1984 | Une famille c’est une chanson                           | —                         | —                         | —                         | —                         | Phát hành lần đầu: 1984                                       |
| 1984 | Unsere schönsten deutschen Lieder                       | —                         | —                         | —                         | —                         | Phát hành lần đầu: 1984                                       |
| 1989 | Keep on Singing                                         | —                         | —                         | —                         | —                         | Phát hành lần đầu: 1989                                       |
| 1990 | New World                                               | —                         | —                         | —                         | —                         | Phát hành lần đầu: 1 tháng 9 năm 1990                         |
| 1991 | Honest Workers                                          | —                         | —                         | —                         | —                         | Phát hành lần đầu: 1991                                       |
| 1992 | Street Life                                             | —                         | —                         | —                         | —                         | Phát hành lần đầu: 1992                                       |
| 1993 | Wow                                                     | —                         | —                         | —                         | —                         | Phát hành lần đầu: 1993                                       |
| 1994 | Greensleeves                                            | —                         | —                         | —                         | —                         | Phát hành lần đầu: 1994                                       |
| 1994 | Mull of Kintyre                                         | —                         | —                         | —                         | —                         | Phát hành lần đầu: 1994                                       |
| 1994 | Over the Hump                                           | 1 (110 tuần)              | 1 (65 tuần)               | 1 (68 tuần)               | —                         | Phát hành lần đầu: 5 tháng 9 năm 1994 Doanh số: + 2.450.000   |
| 1994 | Christmas for All                                       | 2 (10 tuần)               | 1 (12 tuần)               | 2 (8 tuần)                | —                         | Phát hành lần đầu: 5 tháng 12 năm 1994 Doanh số: + 330.000    |
| 1996 | Almost Heaven                                           | 1 (43 tuần)               | 1 (16 tuần)               | 1 (24 tuần)               | —                         | Phát hành lần đầu: 27 tháng 11 năm 1996 Doanh số: + 1.030.000 |
| 1997 | Growin’ Up                                              | 1 (19 tuần)               | 5 (16 tuần)               | 3 (19 tuần)               | —                         | Phát hành lần đầu: 2 tháng 11 năm 1997 Doanh số: + 70.000     |
| 1998 | From Their Hearts                                       | 3 (10 tuần)               | 14 (6 tuần)               | 12 (8 tuần)               | —                         | Phát hành lần đầu: 1 tháng 11 năm 1998                        |
| 2002 | La Patata                                               | 3 (6 tuần)                | 35 (3 tuần)               | 63 (4 tuần)               | —                         | Phát hành lần đầu: 7 tháng 4 năm 2002                         |
| 2004 | Homerun                                                 | 9 (5 tuần)                | 52 (1 tuần)               | —                         | —                         | Phát hành lần đầu: 6 tháng 6 năm 2004                         |
| 2005 | Hope                                                    | —                         | —                         | —                         | —                         | Phát hành lần đầu: 10 tháng 11 năm 2005                       |

## Giải thưởng
| Giải Echo - 1996: trong hạng mục „Nhóm nhạc quốc tế của năm“ Giải Comet - 1995: trong hạng mục „Video Kellog của năm“ - 1995: trong hạng mục „Nghệ sĩ mới của năm“ Bravo Otto - 1995: „Vàng“ trong hạng mục „ban nhạc Pop“ - 1996: „Bạc“ trong hạng mục „ban nhạc Pop“ - 1997: „Bạc“ trong hạng mục „ban nhạc Pop“ - 1998: „Bạc“ trong hạng mục „ban nhạc Pop“ - 1999: „Vàng“ trong hạng mục „ban nhạc“ - 2000: „Vàng“ trong hạng mục „ban nhạc“ | Goldene Europa - 1995: trong hạng mục „ban nhạc Pop“ - 1997: trong hạng mục „ban nhạc Pop“ Goldener Löwe - 1995 Goldene Kamera - 1998: trong hạng mục „Album hay nhất“ (Growin' Up) Giải Bambi - 1995: trong hạng mục „Giải thưởng truyền thông truyền hình của Hubert Burda Media“ |

## Thư viện

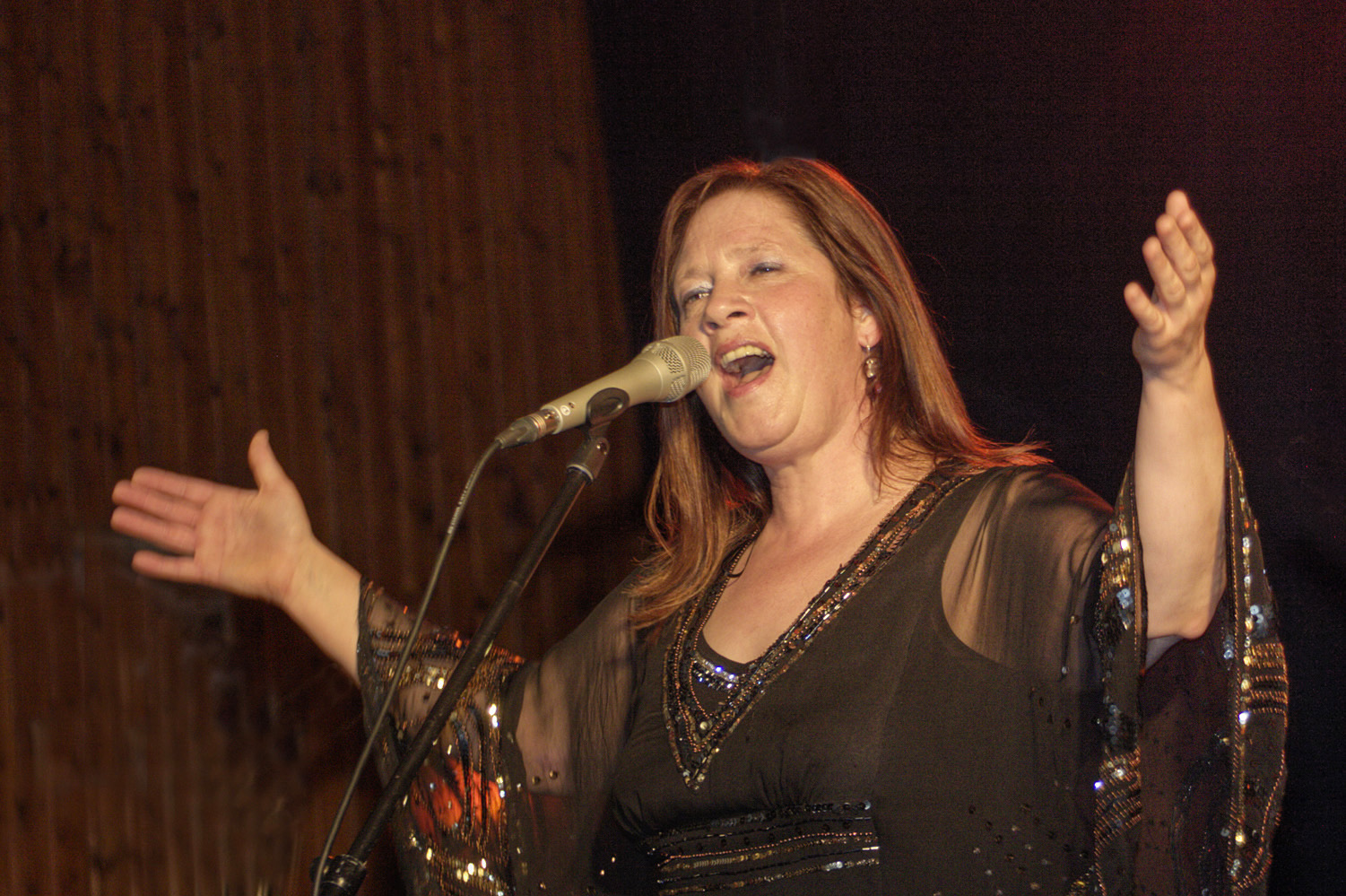
Kathy Kelly, 2010
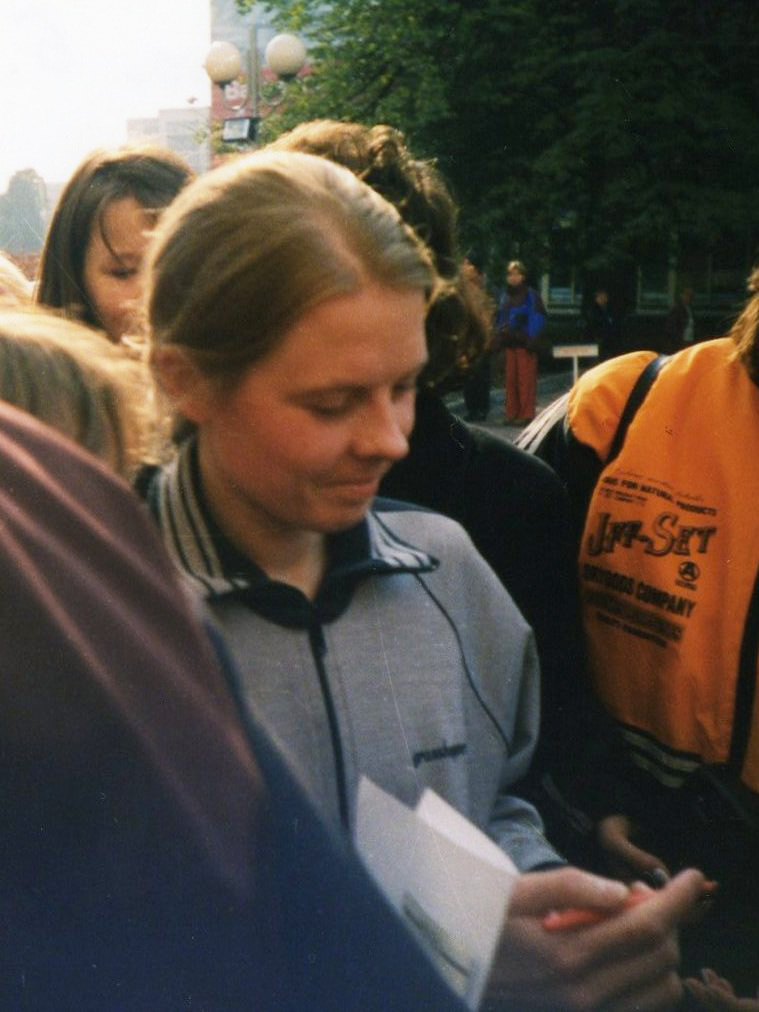
Patricia Kelly, 1997
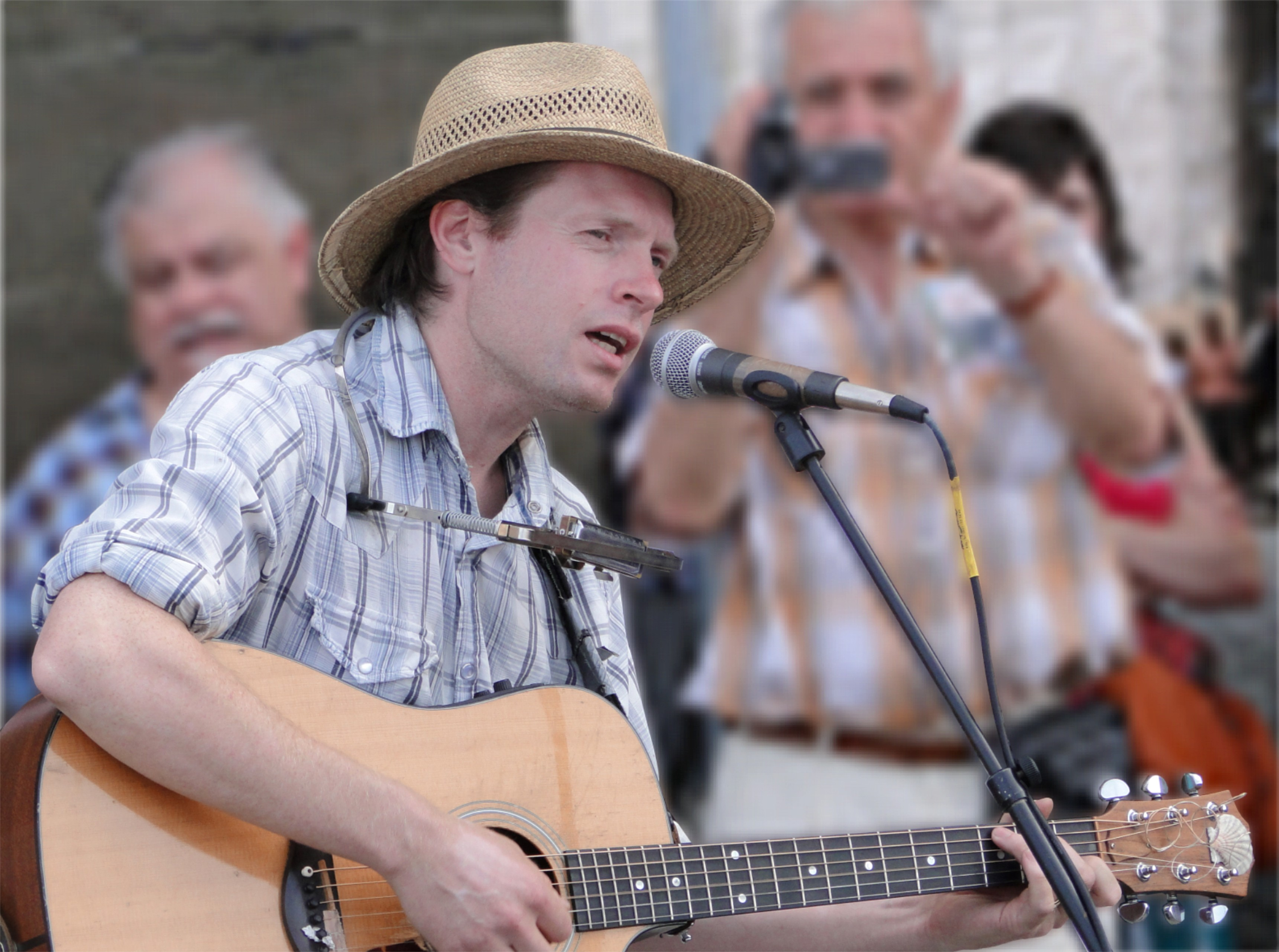
Jimmy Kelly, 2009
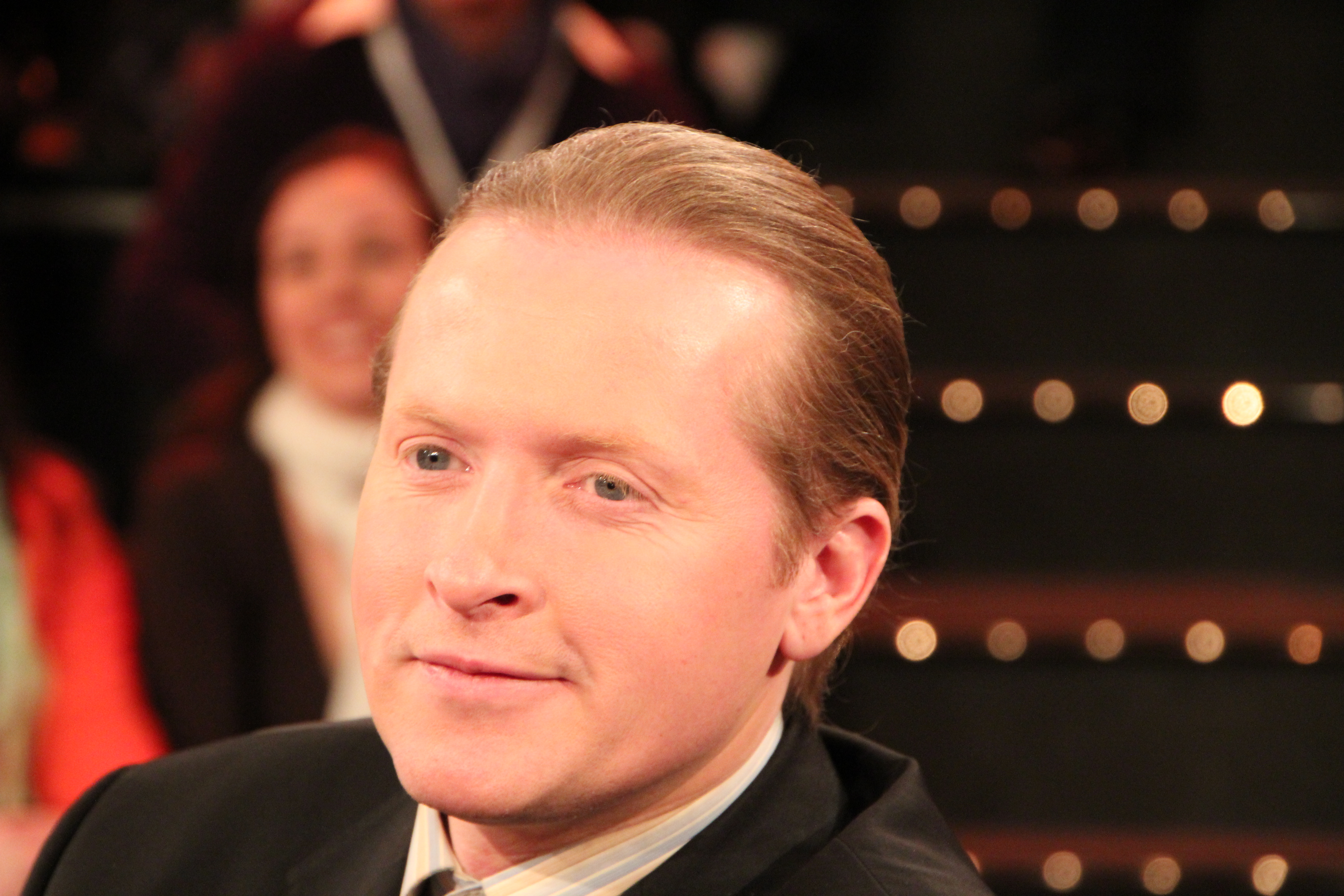
Joey Kelly, 2011
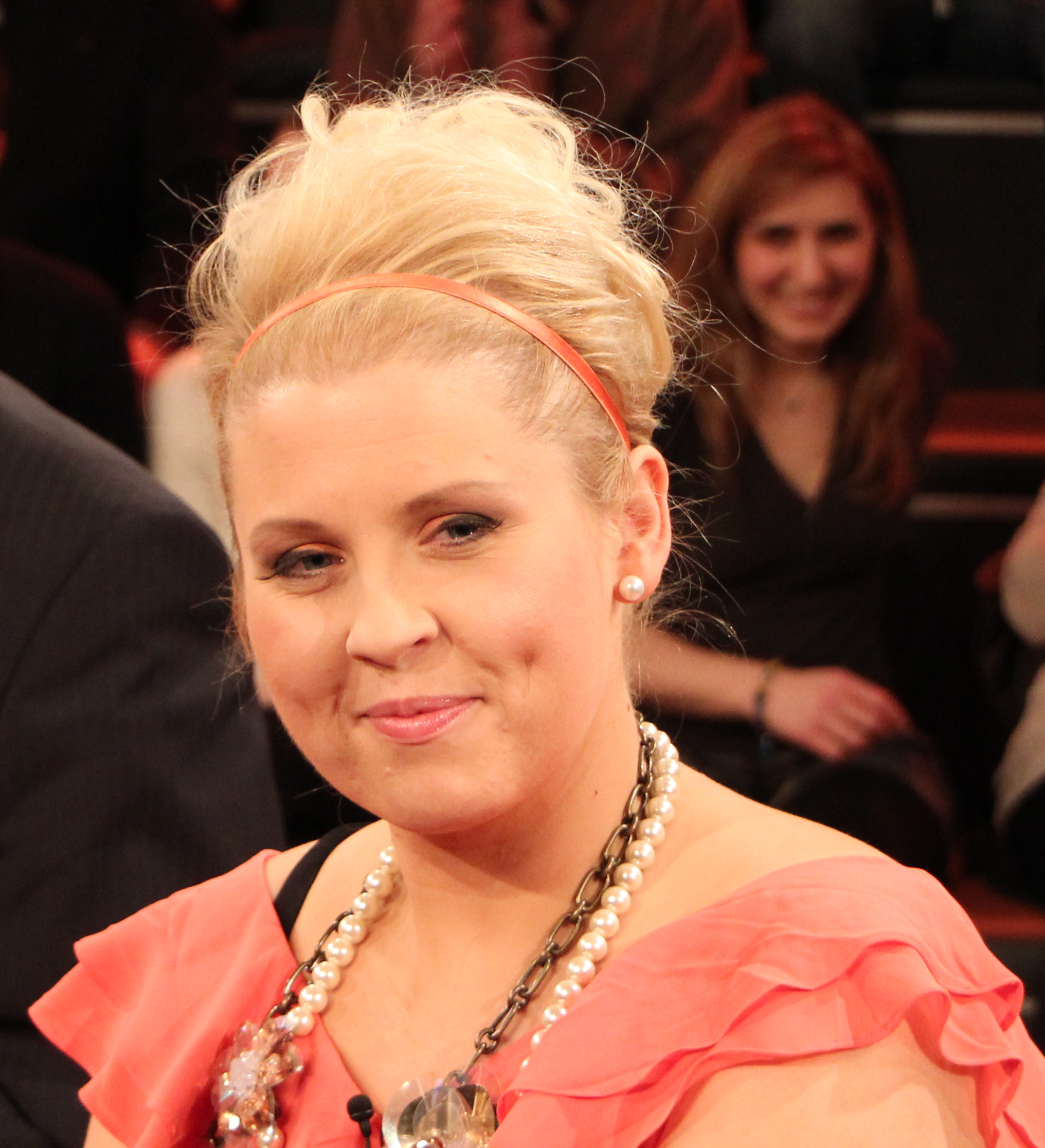
Maite Kelly, 2011
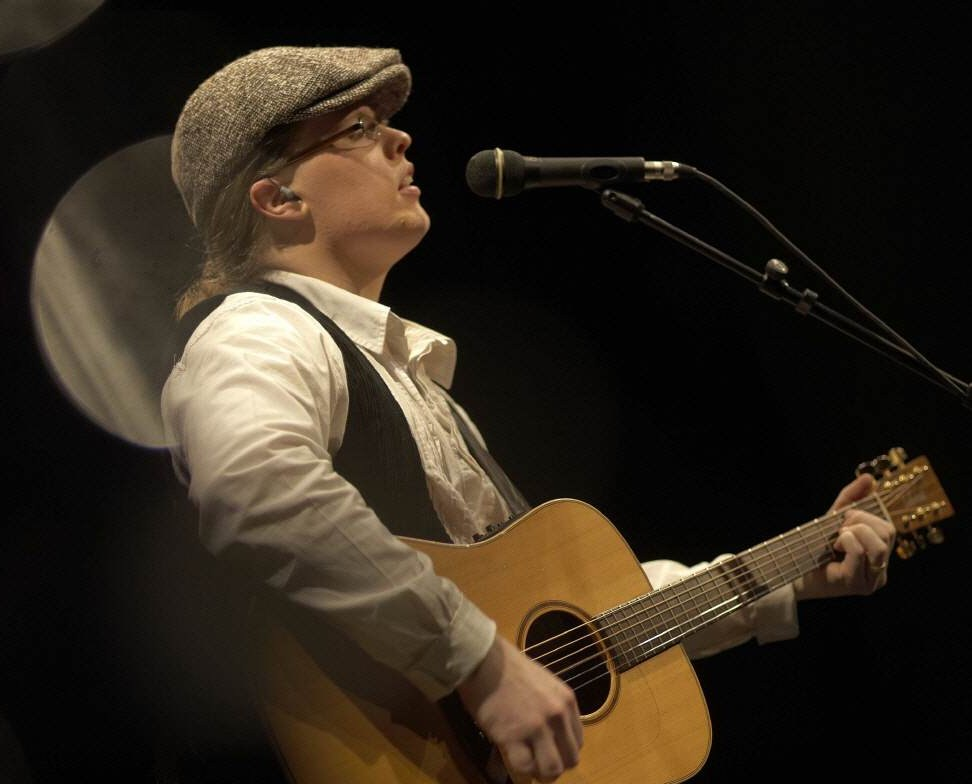
Angelo Kelly, 2009